# Cerovec pri Trebelnem
Cerovec pri Trebelnem este o localitate din comuna Mokronog - Trebelno, Slovenia, cu o populație de 63 de locuitori.